# 2016-os WEC Silverstone-i 6 órás verseny
| Pályarajz | Pályarajz               | Pályarajz                                       |
| --------- | ----------------------- | ----------------------------------------------- |
|           |                         |                                                 |
| Győztesek |                         |                                                 |
| Kategória | Csapat                  | Versenyzők                                      |
| LMP1      | #2 Porsche Team         | Marc Lieb Romain Dumas Neel Jani                |
| LMP2      | #43 RGR Sport by Morand | Ricardo González Filipe Albuquerque Bruno Senna |
| LMGTE Pro | #71 AF Corse            | Davide Rigon Sam Bird                           |
| LMGTE Am  | #83 AF Corse            | François Perrodo Emmanuel Collard Rui Águas     |

A 2016-os WEC Silverstone-i 6 órás verseny a Hosszútávú-világbajnokság 2016-os szezonjának első futama volt, amelyet április 15. és április 17. között tartottak meg a Silverstone Circuit versenypályán. A fordulót Marc Lieb, Romain Dumas és Neel Jani triója nyerte meg, akik a hibridhajtású Porsche Team csapatának versenyautóját vezették.

## Időmérő
A kategóriák leggyorsabb versenyzői vastaggal vannak kiemelve.
| Poz. | Kategória | Csapat                        | Átlagidő   | Különbség | Rajthely |
| ---- | --------- | ----------------------------- | ---------- | --------- | -------- |
| 1.   | LMP1      | #7 Audi Sport Team Joest      | 1:53,204   |           | 1        |
| 2.   | LMP1      | #8 Audi Sport Team Joest      | 1:53,308   | +0,104    | 2        |
| 3.   | LMP1      | #1 Porsche Team               | 1:54,150   | +0,946    | 3        |
| 4.   | LMP1      | #2 Porsche Team               | 1:54,266   | +1,062    | 4        |
| 5.   | LMP1      | #6 Toyota Racing              | 1:58,200   | +4,996    | 5        |
| 6.   | LMP1      | #5 Toyota Racing              | 2:00,109   | +6,905    | 6        |
| 7.   | LMP1      | #4 ByKolles Racing Team       | 2:08,322   | +15,128   | 7        |
| 8.   | LMP2      | #26 G-Drive Racing            | 2:08,479   | +15,275   | 8        |
| 9.   | LMP2      | #31 Extreme Speed Motorsports | 2:09,632   | +16,428   | 9        |
| 10.  | LMP2      | #43 RGR Sport by Morand       | 2:10,295   | +17,091   | 10       |
| 11.  | LMP2      | #27 SMP Racing                | 2:10,627   | +17,423   | 11       |
| 12.  | LMP2      | #37 SMP Racing                | 2:11,023   | +17,819   | 12       |
| 13.  | LMP2      | #45 Manor                     | 2:11,893   | +18,689   | 13       |
| 14.  | LMP2      | #36 Signatech Alpine          | 2:12,221   | +19,017   | 14       |
| 15.  | LMGTE Pro | #71 AF Corse                  | 2:12,440   | +19,236   | 15       |
| 16.  | LMP2      | #44 Manor                     | 2:13,105   | +19,901   | 16       |
| 17.  | LMP2      | #42 Strakka Racing            | 2:13,729   | +20,525   | 17       |
| 18.  | LMGTE Pro | #77 Dempsey-Proton Racing     | 2:13,822   | +20,618   | 18       |
| 19.  | LMGTE Pro | #66 Ford Chip Ganassi Team UK | 2:14,475   | +21,271   | 19       |
| 20.  | LMP2      | #35 Baxi DC Racing Alpine     | 2:14,863   | +21,659   | 20       |
| 21.  | LMGTE Am  | #88 Abu Dhabi-Proton Racing   | 2:15,102   | +21,898   | 21       |
| 22.  | LMGTE Pro | #67 Ford Chip Ganassi Team UK | 2:17,367   | +24,163   | 22       |
| 23.  | LMGTE Am  | #78 KCMG                      | 2:17,399   | +24,195   | 23       |
| 24.  | LMGTE Am  | #50 Larbre Compétition        | 2:02,937   | +25,140   | 24       |
| 25.  | LMGTE Am  | #86 Gulf Racing               | 2:19,084   | +25,880   | 25       |
| 26.  | LMGTE Am  | #83 AF Corse                  | 2:20,131   | +26,927   | 26       |
| 27.  | LMP2      | #30 Extreme Speed Motorsports | 2:20,410   | +27,206   | 27       |
| 28.  | LMGTE Pro | #97 Aston Martin Racing       | 2:21,091   | +27,887   | 28       |
| 29.  | LMGTE Pro | #95 Aston Martin Racing       | 2:22,252   | +29,048   | 29       |
| 30.  | LMGTE Am  | #98 Aston Martin Racing       | 2:23,005   | +29,801   | 30       |
| 31.  | LMP1      | #12 Rebellion Racing          | 2:08,322   | +14,637   | 31       |
| 32.  | LMGTE Pro | #51 AF Corse                  | 2:11,589   | +18,385   | 32       |
| 33.  | LMP1      | #13 Rebellion Racing          | idő nélkül | —         | 33       |

## Verseny
A résztvevőknek legalább a versenytáv 70%-át (136 kört) teljesíteniük kellett ahhoz, hogy az elért eredményüket értékeljék. A kategóriák leggyorsabb versenyzői vastaggal vannak kiemelve.
| Helyezés | Kategória | #  | Csapat                    | Versenyzők                                              | Kasztni                        | Gumi | Kör | Idő/Hátrány/Kiesés |
| Helyezés | Kategória | #  | Csapat                    | Versenyzők                                              | Motor                          | Gumi | Kör | Idő/Hátrány/Kiesés |
| -------- | --------- | -- | ------------------------- | ------------------------------------------------------- | ------------------------------ | ---- | --- | ------------------ |
| 1.       | LMP1      | 2  | Porsche Team              | Marc Lieb Romain Dumas Neel Jani                        | Porsche 919 Hybrid             | M    | 194 | 06:01:53,028       |
| 1.       | LMP1      | 2  | Porsche Team              | Marc Lieb Romain Dumas Neel Jani                        | Porsche 2.0 L Turbo V4         | M    | 194 | 06:01:53,028       |
| 2.       | LMP1      | 6  | Toyota Gazoo Racing       | Stéphane Sarrazin Mike Conway Kobajasi Kamui            | Toyota TS050 Hybrid            | M    | 193 | +1 kör             |
| 2.       | LMP1      | 6  | Toyota Gazoo Racing       | Stéphane Sarrazin Mike Conway Kobajasi Kamui            | Toyota 2.4 L Turbo V6          | M    | 193 | +1 kör             |
| 3.       | LMP1      | 13 | Rebellion Racing          | Dominik Kraihamer Alexandre Imperatori Mathéo Tuscher   | Rebellion R-One                | D    | 183 | +11 kör            |
| 3.       | LMP1      | 13 | Rebellion Racing          | Dominik Kraihamer Alexandre Imperatori Mathéo Tuscher   | AER P60 2.4 L Turbo V6         | D    | 183 | +11 kör            |
| 4.       | LMP1      | 12 | Rebellion Racing          | Nicolas Prost Nick Heidfeld Nelson Piquet Jr.           | Rebellion R-One                | D    | 181 | +13 kör            |
| 4.       | LMP1      | 12 | Rebellion Racing          | Nicolas Prost Nick Heidfeld Nelson Piquet Jr.           | AER P60 2.4 L Turbo V6         | D    | 181 | +13 kör            |
| 5.       | LMP2      | 43 | RGR Sport by Morand       | Ricardo González Filipe Albuquerque Bruno Senna         | Ligier JS P2                   | D    | 179 | +15 kör            |
| 5.       | LMP2      | 43 | RGR Sport by Morand       | Ricardo González Filipe Albuquerque Bruno Senna         | Nissan VK45DE 4.5 L V8         | D    | 179 | +15 kör            |
| 6.       | LMP2      | 31 | Extreme Speed Motorsports | Ryan Dalziel Chris Cumming Pipo Derani                  | Ligier JS P2                   | D    | 179 | +15 kör            |
| 6.       | LMP2      | 31 | Extreme Speed Motorsports | Ryan Dalziel Chris Cumming Pipo Derani                  | Nissan VK45DE 4.5 L V8         | D    | 179 | +15 kör            |
| 7.       | LMP2      | 26 | G-Drive Racing            | Roman Ruszinov Nathanaël Berthon René Rast              | Oreca 05                       | D    | 179 | +15 kör            |
| 7.       | LMP2      | 26 | G-Drive Racing            | Roman Ruszinov Nathanaël Berthon René Rast              | Nissan VK45DE 4.5 L V8         | D    | 179 | +15 kör            |
| 8.       | LMP2      | 36 | Signatech Alpine          | Nicolas Lapierre Gustavo Menezes Stéphane Richelmi      | Alpine A460                    | D    | 178 | +16 kör            |
| 8.       | LMP2      | 36 | Signatech Alpine          | Nicolas Lapierre Gustavo Menezes Stéphane Richelmi      | Nissan VK45DE 4.5 L V8         | D    | 178 | +16 kör            |
| 9.       | LMP2      | 42 | Strakka Racing            | Nick Leventis Jonny Kane Danny Watts                    | Gibson 015S                    | D    | 177 | +17 kör            |
| 9.       | LMP2      | 42 | Strakka Racing            | Nick Leventis Jonny Kane Danny Watts                    | Nissan VK45DE 4.5 L V8         | D    | 177 | +17 kör            |
| 10.      | LMP2      | 45 | Manor                     | Matt Rao Richard Bradley Roberto Merhi                  | Oreca 05                       | D    | 177 | +17 kör            |
| 10.      | LMP2      | 45 | Manor                     | Matt Rao Richard Bradley Roberto Merhi                  | Nissan VK45DE 4.5 L V8         | D    | 177 | +17 kör            |
| 11.      | LMP2      | 35 | Baxi DC Racing Alpine     | David Cheng Ho-Pin Tung Nelson Panciatici               | Alpine A460                    | D    | 176 | +18 kör            |
| 11.      | LMP2      | 35 | Baxi DC Racing Alpine     | David Cheng Ho-Pin Tung Nelson Panciatici               | Nissan VK45DE 4.5 L V8         | D    | 176 | +18 kör            |
| 12.      | LMP2      | 37 | SMP Racing                | Vitalij Petrov Viktor Saitar Kirill Ladigin             | BR Engineering BR01            | D    | 176 | +18 kör            |
| 12.      | LMP2      | 37 | SMP Racing                | Vitalij Petrov Viktor Saitar Kirill Ladigin             | Nissan VK45DE 4.5 L V8         | D    | 176 | +18 kör            |
| 13.      | LMP2      | 30 | Extreme Speed Motorsports | Scott Sharp Ed Brown Johannes van Overbeek              | Ligier JS P2                   | D    | 175 | +19 kör            |
| 13.      | LMP2      | 30 | Extreme Speed Motorsports | Scott Sharp Ed Brown Johannes van Overbeek              | Nissan VK45DE 4.5 L V8         | D    | 175 | +19 kör            |
| 14.      | LMP1      | 4  | ByKolles Racing Team      | Simon Trummer James Rossiter Oliver Webb                | CLM P1/01                      | D    | 172 | +22 kör            |
| 14.      | LMP1      | 4  | ByKolles Racing Team      | Simon Trummer James Rossiter Oliver Webb                | AER P60 2.4 L Turbo V6         | D    | 172 | +22 kör            |
| 15.      | LMP2      | 27 | SMP Racing                | Nicolas Minassian Maurizio Mediani                      | BR Engineering BR01            | D    | 171 | +23 kör            |
| 15.      | LMP2      | 27 | SMP Racing                | Nicolas Minassian Maurizio Mediani                      | Nissan VK45DE 4.5 L V8         | D    | 171 | +23 kör            |
| 16.      | LMP1      | 5  | Toyota Gazoo Racing       | Anthony Davidson Sébastien Buemi Nakadzsima Kazuki      | Toyota TS050 Hybrid            | M    | 170 | +24 kör            |
| 16.      | LMP1      | 5  | Toyota Gazoo Racing       | Anthony Davidson Sébastien Buemi Nakadzsima Kazuki      | Toyota 2.4 L Turbo V6          | M    | 170 | +24 kör            |
| 17.      | LMGTE Pro | 71 | AF Corse                  | Davide Rigon Sam Bird                                   | Ferrari 488 GTE                | M    | 167 | +27 kör            |
| 17.      | LMGTE Pro | 71 | AF Corse                  | Davide Rigon Sam Bird                                   | Ferrari F154CB 3.9 L Turbo V8  | M    | 167 | +27 kör            |
| 18.      | LMGTE Pro | 51 | AF Corse                  | Gianmaria Bruni James Calado                            | Ferrari 488 GTE                | M    | 166 | +28 kör            |
| 18.      | LMGTE Pro | 51 | AF Corse                  | Gianmaria Bruni James Calado                            | Ferrari F154CB 3.9 L Turbo V8  | M    | 166 | +28 kör            |
| 19.      | LMGTE Pro | 95 | Aston Martin Racing       | Nicki Thiim Marco Sørensen Darren Turner                | Aston Martin V8 Vantage GTE    | D    | 166 | +28 kör            |
| 19.      | LMGTE Pro | 95 | Aston Martin Racing       | Nicki Thiim Marco Sørensen Darren Turner                | Aston Martin 4.5 L V8          | D    | 166 | +28 kör            |
| 20.      | LMGTE Pro | 67 | Ford Chip Ganassi Team UK | Andy Priaulx Marino Franchitti Harry Tincknell          | Ford GT                        | M    | 165 | +29 kör            |
| 20.      | LMGTE Pro | 67 | Ford Chip Ganassi Team UK | Andy Priaulx Marino Franchitti Harry Tincknell          | Ford EcoBoost 3.5 L Turbo V6   | M    | 165 | +29 kör            |
| 21.      | LMGTE Pro | 66 | Ford Chip Ganassi Team UK | Olivier Pla Stefan Mücke Billy Johnson                  | Ford GT                        | M    | 165 | +29 kör            |
| 21.      | LMGTE Pro | 66 | Ford Chip Ganassi Team UK | Olivier Pla Stefan Mücke Billy Johnson                  | Ford EcoBoost 3.5 L Turbo V6   | M    | 165 | +29 kör            |
| 22.      | LMGTE Am  | 83 | AF Corse                  | François Perrodo Emmanuel Collard Rui Águas             | Ferrari 458 Italia GT2         | M    | 163 | +31 kör            |
| 22.      | LMGTE Am  | 83 | AF Corse                  | François Perrodo Emmanuel Collard Rui Águas             | Ferrari 4.5 L V8               | M    | 163 | +31 kör            |
| 23.      | LMGTE Am  | 98 | Aston Martin Racing       | Paul Dalla Lana Pedro Lamy Mathias Lauda                | Aston Martin V8 Vantage GTE    | D    | 162 | +32 kör            |
| 23.      | LMGTE Am  | 98 | Aston Martin Racing       | Paul Dalla Lana Pedro Lamy Mathias Lauda                | Aston Martin 4.5 L V8          | D    | 162 | +32 kör            |
| 24.      | LMGTE Am  | 50 | Larbre Compétition        | Jamagisi Jutaka Paolo Ruberti Pierre Ragues             | Chevrolet Corvette C7.R        | M    | 161 | +33 kör            |
| 24.      | LMGTE Am  | 50 | Larbre Compétition        | Jamagisi Jutaka Paolo Ruberti Pierre Ragues             | Chevrolet LT5.5 5.5 L V8       | M    | 161 | +33 kör            |
| 25.      | LMGTE Pro | 77 | Dempsey-Proton Racing     | Richard Lietz Michael Christensen                       | Porsche 911 RSR                | M    | 154 | +40 kör            |
| 25.      | LMGTE Pro | 77 | Dempsey-Proton Racing     | Richard Lietz Michael Christensen                       | Porsche 4.0 L Flat-6           | M    | 154 | +40 kör            |
| 26.      | LMGTE Am  | 78 | KCMG                      | Christian Ried Wolf Henzler Joël Camathias              | Porsche 911 RSR                | M    | 154 | +40 kör            |
| 26.      | LMGTE Am  | 78 | KCMG                      | Christian Ried Wolf Henzler Joël Camathias              | Porsche 4.0 L Flat-6           | M    | 154 | +40 kör            |
| 27.      | LMGTE Am  | 88 | Abu Dhabi-Proton Racing   | Háled al-Kúbáisi Klaus Bachler David Heinemeier Hansson | Porsche 911 RSR                | M    | 153 | +41 kör            |
| 27.      | LMGTE Am  | 88 | Abu Dhabi-Proton Racing   | Háled al-Kúbáisi Klaus Bachler David Heinemeier Hansson | Porsche 4.0 L Flat-6           | M    | 153 | +41 kör            |
| Ki       | LMGTE Pro | 97 | Aston Martin Racing       | Fernando Rees Richie Stanaway                           | Aston Martin V8 Vantage GTE    | D    | 151 | motor              |
| Ki       | LMGTE Pro | 97 | Aston Martin Racing       | Fernando Rees Richie Stanaway                           | Aston Martin 4.5 L V8          | D    | 151 | motor              |
| Ki       | LMP2      | 44 | Manor                     | Tor Graves James Jakes Will Stevens                     | Oreca 05                       | D    | 129 | hajtáslánc         |
| Ki       | LMP2      | 44 | Manor                     | Tor Graves James Jakes Will Stevens                     | Nissan VK45DE 4.5 L V8         | D    | 129 | hajtáslánc         |
| Ki       | LMP1      | 1  | Porsche Team              | Timo Bernhard Brendon Hartley Mark Webber               | Porsche 919 Hybrid             | M    | 70  | baleset            |
| Ki       | LMP1      | 1  | Porsche Team              | Timo Bernhard Brendon Hartley Mark Webber               | Porsche 2.0 L Turbo V4         | M    | 70  | baleset            |
| Ki       | LMP1      | 8  | Audi Sport Team Joest     | Loïc Duval Lucas di Grassi Oliver Jarvis                | Audi R18 e-tron quattro        | M    | 69  | elektronika        |
| Ki       | LMP1      | 8  | Audi Sport Team Joest     | Loïc Duval Lucas di Grassi Oliver Jarvis                | Audi TDI 4.0 L Turbo Diesel V6 | M    | 69  | elektronika        |
| Ki       | LMGTE Am  | 86 | Gulf Racing               | Michael Wainwright Adam Carroll Ben Barker              | Porsche 911 RSR                | M    | 56  | baleset            |
| Ki       | LMGTE Am  | 86 | Gulf Racing               | Michael Wainwright Adam Carroll Ben Barker              | Porsche 4.0 L Flat-6           | M    | 56  | baleset            |
| Kiz[a]   | LMP1      | 7  | Audi Sport Team Joest     | André Lotterer Marcel Fässler Benoît Tréluyer           | Audi R18 e-tron quattro        | M    | 194 | Kizárva            |
| Kiz[a]   | LMP1      | 7  | Audi Sport Team Joest     | André Lotterer Marcel Fässler Benoît Tréluyer           | Audi TDI 4.0 L Turbo Diesel V6 | M    | 194 | Kizárva            |

Megjegyzés:
- ↑ a:  Az Audi Sport Team Joest #7-es számú egységét technikai szabálytalanság miatt kizárták a versenyből.[5]

## A világbajnokság állása a versenyt követően
LMP1 (Teljes táblázat)
| H  | Versenyzők                                            | Pont | H  | Konstruktőrök | Pont |
| -- | ----------------------------------------------------- | ---- | -- | ------------- | ---- |
| 1. | Marc Lieb Romain Dumas Neel Jani                      | 25   | 1. | Toyota        | 33   |
| 2. | Stéphane Sarrazin Mike Conway Kobajasi Kamui          | 18   | 2. | Porsche       | 25   |
| 3. | Dominik Kraihamer Alexandre Imperatori Mathéo Tuscher | 15   | 3. | Audi          | 1    |
| 4. | Nicolas Prost Nick Heidfeld Nelson Piquet Jr.         | 12   |    |               |      |
| 5. | Ricardo González Filipe Albuquerque Bruno Senna       | 10   |    |               |      |

GT (Teljes táblázat)
| H  | Versenyzők                                     | Pont | H  | Konstruktőrök | Pont |
| -- | ---------------------------------------------- | ---- | -- | ------------- | ---- |
| 1. | Davide Rigon Sam Bird                          | 26   | 1. | Ferrari       | 44   |
| 2. | Gianmaria Bruni James Calado                   | 18   | 2. | Ford          | 22   |
| 3. | Darren Turner Nicki Thiim Marco Sørensen       | 15   | 3. | Aston Martin  | 21   |
| 4. | Andy Priaulx Marino Franchitti Harry Tincknell | 12   | 4. | Porsche       | 6    |
| 5. | Olivier Pla Stefan Mücke Billy Johnson         | 10   |    |               |      |

LMP2 (Teljes táblázat)
| H  | Versenyzők                                         | Pont | H  | Konstruktőrök             | Pont |
| -- | -------------------------------------------------- | ---- | -- | ------------------------- | ---- |
| 1. | Ricardo González Filipe Albuquerque Bruno Senna    | 25   | 1. | RGR Sport by Morand       | 25   |
| 2. | Ryan Dalziel Chris Cumming Pipo Derani             | 18   | 2. | Extreme Speed Motorsports | 18   |
| 3. | Roman Ruszinov Nathanaël Berthon René Rast         | 16   | 3. | G-Drive Racing            | 16   |
| 4. | Nicolas Lapierre Gustavo Menezes Stéphane Richelmi | 12   | 4. | Signatech Alpine          | 12   |
| 5. | Nick Leventis Jonny Kane Danny Watts               | 10   | 5. | Strakka Racing            | 10   |

LMGTE Am (Teljes táblázat)
| H  | Versenyzők                                              | Pont | H  | Konstruktőrök           | Pont |
| -- | ------------------------------------------------------- | ---- | -- | ----------------------- | ---- |
| 1. | François Perrodo Emmanuel Collard Rui Águas             | 25   | 1. | AF Corse                | 25   |
| 2. | Paul Dalla Lana Pedro Lamy Mathias Lauda                | 18   | 2. | Aston Martin Racing     | 18   |
| 3. | Jamagisi Jutaka Paolo Ruberti Pierre Ragues             | 15   | 3. | Larbre Compétition      | 15   |
| 4. | Christian Ried Wolf Henzler Joël Camathias              | 12   | 4. | KCMG                    | 12   |
| 5. | Háled al-Kúbáisi Klaus Bachler David Heinemeier Hansson | 11   | 5. | Abu Dhabi-Proton Racing | 11   |